# Mathilde Crevoisier Crelier
Mathilde Crevoisier Crelier (* 5. Januar 1980, heimatberechtigt in Bure JU und Montfaucon JU) ist eine Schweizer Politikerin (SP) und Ständerätin aus dem Kanton Jura.

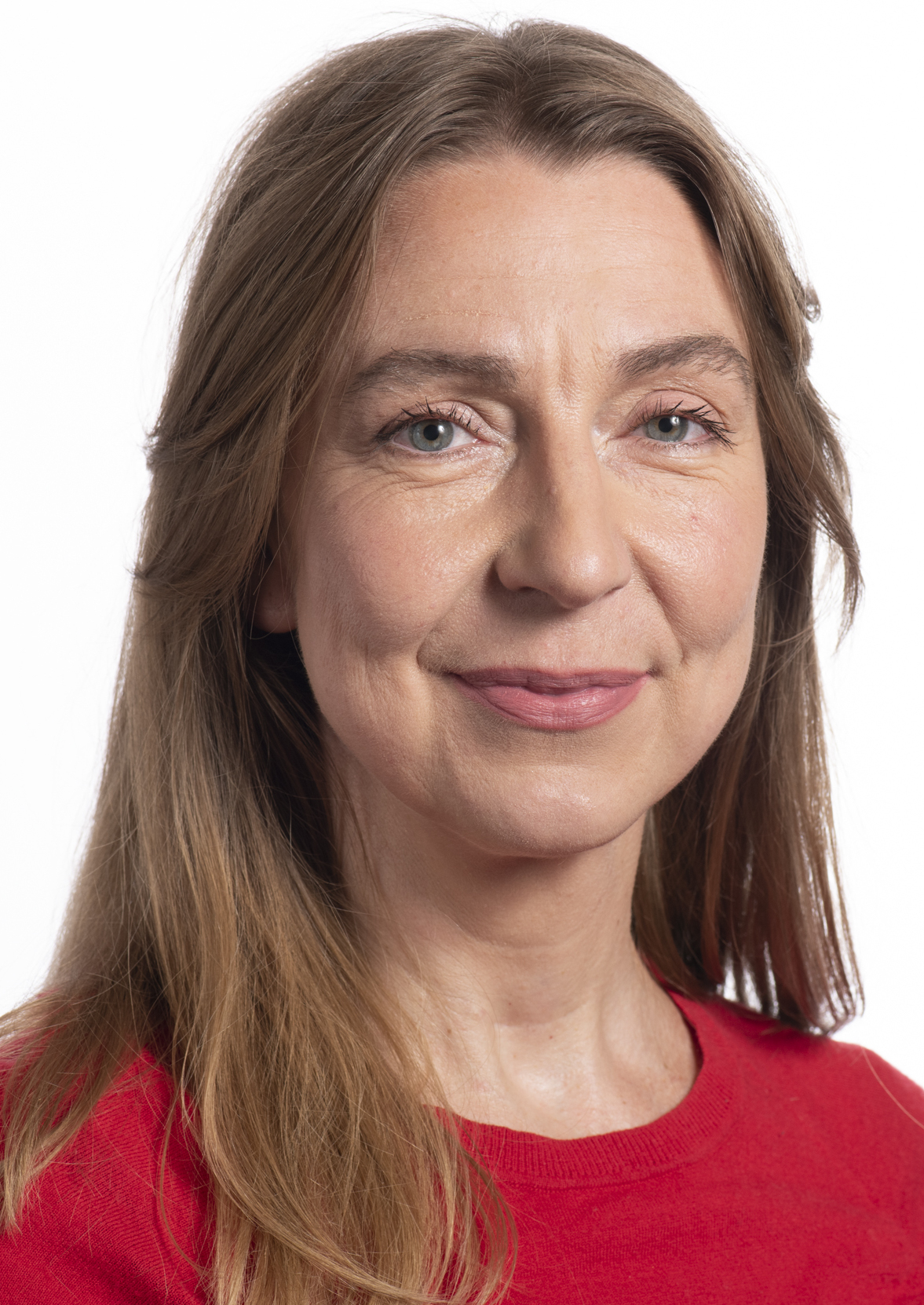
Mathilde Crevoisier Crelier (2022)

## Leben
Mathilde Crevoisier Crelier war als Übersetzerin im Generalsekretariat des Eidgenössischen Departements des Innern tätig. Die Anstellung im EDI hat sie aufgrund der gesetzlichen Unvereinbarkeitsregel (Art. 14 Bst. c ParlG) per 31. Januar 2023 aufgegeben.
Sie ist verheiratet und Mutter von vier Kindern. Sie wohnt in Pruntrut im Jura.

## Politische Laufbahn
Mathilde Crevoisier Crelier war von 2012 bis 2022 Mitglied des Generalrates (Legislative) der Stadt Pruntrut, welchen sie 2017 präsidierte. Am 23. Oktober 2022 wurde Crevoisier Crelier in den Stadtrat (Exekutive) der Stadt Pruntrut gewählt. Da Crevoisier Crelier im Dezember 2022 in den Ständerat nachrücken konnte, verzichtete sie auf das Stadtratsmandat.
Crevoisier Crelier kandidierte 2019 zusammen mit Elisabeth Baume-Schneider auf der Liste der Sozialdemokratischen Partei des Kantons Jura für den Ständerat. Elisabeth Baume-Schneider wurde in den Ständerat gewählt, Crevoisier Crelier nicht. Da Elisabeth Baume-Schneider am 7. Dezember 2022 in den Bundesrat gewählt wurde, rückte Crevoisier Crelier am 15. Dezember 2022 in den Ständerat nach. Die jurassischen Mitglieder des Ständerates werden nach dem Proporz gewählt, womit bei einem Rücktritt eines bisherigen Mitglieds des Ständerates in der Regel keine Ersatzwahl stattfindet. Bei den Ständeratswahlen 2023 wurde sie bestätigt.
Crevoisier Crelier ist Mitglied der Geschäftsleitung der SP Frauen* Schweiz.